# Рясненский сельский совет (Краснопольский район)
Рясненский сельский совет (укр. Рясненська сільська рада) — входит в состав
Краснопольского района
Сумской области
Украины.
Административный центр сельского совета находится в 
с. Рясное
.

## Населённые пункты совета
- с. Рясное
- с. Земляное
- с. Лесное